# Žiroskop
Žiroskop ili giroskop (grč. γῦρος: krug ili γυρός: okrugao, zaobljen) je mjerni instrument kojemu je glavni dio zvrk. Zvrk su poznavali već stari Kinezi. Matematičke osnove teorije zvrka dao je prvi Leonhard Euler 1765. Léon Foucault konstruirao je 1851. spravu koja mu je služila za prikazivanje činjenice da Zemlja djeluje kao zvrk, i nazvao je žiroskopom. Žiroskopi koji se upotrebljavaju u različitim uređajima imaju zvrk što rotira velikom brzinom, katkad i više od 20 000 o/min; za pogon najčešće služe asinkroni elektromotori kojima je rotor dio zvrka, a katkad se zvrk pogoni i pneumatički.
Dinamička svojstva žiroskopa: žiroskopska inercija, precesija, nutacija i žiroskopski reakcijski moment koriste se za naprave kao što su žirokompas, umjetni ili žirohorizont (kod zrakoplova), žiroskopski držač smjera (na torpedima i raketama), žiroskopski stabilizator (protiv ljuljanja brodova), žiroautopilot (za vođenje zrakoplova bez sudjelovanja pilota) i slično.
Žiroskop je rotirajući predmet, najčešće disk, obješen u jednom ili dva okvira koji se nalaze u posebnom nosaču (kućištu žiroskopa). Rotacija diska proizvodi tromost ili inerciju koja os rotacije diska u nedostatku nekih vanjskih smetnji zadržava usmjerenu u fiksnom pravcu u prostoru. Po Newtonu, prostor i vrijeme su apsolutni. Savršeni žiroskop podešen da rotira bez smetnji, s osi usmjerenom k nekoj zvijezdi ostao bi u tom položaju vječno. Osim mogućnosti okretanja oko svoje osi žirokop ima barem još jedan stupanj slobode kretanja. Na taj način žiroskop dobiva određena svojstva, a to su velika stabilnost i precesija. Stabilnost žiroskopa se ogleda u tome što se snažno suprotstavlja svim vanjskim utjecajima koji teže da mu promjene položaj osi. Pod precesijom podrazumijevamo osobinu žiroskopa da pri nasilnoj promjeni položaja jedne njegove osi skreće oko druge, njoj okomite osi. 
Na slici A prikazan je običan disk s jednim stupnjem slobode kretanja. On ima jedino mogućnost okretanja oko svoje osi X-X.
Na slici B prikazan je žiroskop s dva stupnja slobode kretanja. Žiroskop rotira oko svoje osi X-X, a može se okretati i oko osi Y-Y. Osi X-X i Y-Y su međusobno okomite i vezane zglobno.
Na slici C prikazan je žiroskop s tri stupnja slobode kretanja. On rotira oko svoje glavne osi X-X, a može rotirati i oko osi Y-Y i Z-Z. Sve tri osi su međusobno okomite i vezane kardanski, tako da je omogućeno neovisno kretanje oko svake osi.

## Žiroskopska inercija
Žiroskopska inercija svojstvo je brzo rotirajućega zvrka da nastoji zadržati svoju orijentaciju u prostoru tromošću mnogo većom nego što bi to odgovaralo samo masi zvrka. Pritom ako neki vanjski zakretni moment nastoji pomaknuti zvrk iz njegove ravnine rotacije, os zvrka neće skrenuti u smjeru djelovanja sile, već u ravnini okomitoj na taj smjer. To skretanje osi rotacije zove se precesija. Žiroskopski reakcijski moment posljedica je inercije rotirajućega zvrka, a javlja se kao pritisak na ležajeve i postolje zvrka ako ga neki vanjski moment nastoji pomaknuti iz ravnine rotacije, odnosno kada pokuša skrenuti njegovu os iz njezina smjera.

## Objašnjenje
Zavrtimo li kotačić iz jednog starog mehaničkog sata na tanjuru tako da mu osovina bude okomita na vodoravnoj podlozi, on će se vrtjeti uspravno sve dok bude imao veliku obodnu brzinu. Takav kotačić predstavlja zvrk koji može rotirati oko osi koja prolazi kroz njegovo težište. Zvrk je dakle svako rotaciono tijelo koje rotira oko osi simetrije, to jest slobodne osi, s velikom kutnom brzinom.
Nagnemo li malo tanjur na kojem se vrti takav zvrk, on će kliziti naniže, ali će mu osovina ostati okomita. Zvrk, dakle, ima svojstvo da zadrži položaj osi rotacije u prostoru bez obzira na gibanje njegove podloge, pa se time njegova os postavlja uvijek paralelno samoj sebi. Kažemo da zvrk ima svojstva paralelizma. Zbog ustrajnosti slobodna os zvrka odupire se svakoj vanjskoj sili koja je nastoji pomaknuti iz njenog položaja. Taj otpor slobodne osi je to veći što je veća masa i brzina zvrka. Svojstvo paralelizma može se pokazati na Bohnenbergovu uređaju. Taj se uređaj sastoji od metalnog zvrka čija je osovina vezana s 3 prstena tako da može nesmetano zauzeti bilo koji položaj u prostoru. Osovine tih triju prstenova okomite su jedna na drugu, a osim toga svaki se prsten može okretati oko svoje osi. Zvrk se, dakle, može vrtjeti oko 3 slobodne osi, pa kažemo da ima 3 stupnja slobode. 
Ako zavrtimo zvrk tako da mu osovina bude malo kosa, djeluje u težištu zvrka težina koja s obzirom na podlogu stvara zakretni moment prevrtanja. Tome momentu opire se zvrk okretnim momentom koji je okomit na moment prevrtanja. Svojstvo zvrka da stvara okretni moment koji je okomit na moment vanjskih sila zove se žiroskopski učinak ili žiroskopski efekt. Naime zbog momenta prevrtanja zvrk će vršiti još jednu rotaciju tako da mu se os okreće po plaštu čunja oko vertikale. Rotacija osi zvrka zbog djelovanja momenta vanjske sile zove se precesija. Smjer precesije zvrka nađe se tako da se smjer djelujuće sile zakrene za 90° oko osi žiroskopa, i to na onu stranu na koju se vrti njegov rotor. Kut zakreta u precesiji je to veći što je veći moment djelujuće sile, a to manji što je veći moment ustrajnosti rotora (moment tromosti) i što je veća njegova kutna brzina. 

## Primjena žiroskopa
Svi projektili, na primjer topovske granate, imaju produžen oblik radi lakšeg svladavanja otpora zraka. Da bi se projektili u zraku uvijek gibali vrhom naprijed, oni dobivaju osim početne brzine i rotaciju oko svoje uzdužne osi. Ta se rotacija postiže spiralnim navojima s unutarnje strane cijevi zbog kojih projektil dobiva oko 70 okretaja u sekundi. U zrako praznom prostoru (vakuum) takav bi projektil stalno zadržao nepromijenjen pravac svoje slobodne osi i ne bi udario na cilj svojim vrhom. Međutim, u zraku djeluje na prednji dio projektila otpor zraka, zbog čega granata vrši precesiju oko tangente na stazu. Posljedica toga je da granata udari na cilj svojim vrhom. 
Žiroskopski učinak osjeća se također kod svih rotacijskih strojeva pri nagloj promjeni pravca njihove osi. To se naročito jako izražava kod zrakoplova čija elisa predstavlja jedan žiroskop. Kod zrakoplova kome se elisa okreće udesno, pri zaokretu nalijevo žiroskopski učinak uzrokuje podizanje prednjeg, a spuštanje zadnjeg dijela zrakoplova. Suprotna je stvar kad zrakoplov ulazi u desni zaokret. 
Žiroskop se primjenjuje pri kormilarenju torpeda u moru. Skrene li torpedo iz bilo kojeg razloga s pravca u kome je ispaljen, žiroskop stavlja u pokret jedan motor koji torpedo vraća natrag preko kormila u njegov smjer i po pravcu i po dubini. 
Žiroskopi od nekoliko tona upotrebljavaju se za sprječavanje ljuljanja velikih prekooceanskih brodova. Takav žiroskop svojom precesijom prigušuje njihanje broda oko njegove uzdužne osi, a zove se Schlickov zvrk (Ernst Otto Schlick). Takvim zvrkom su se kod nekih brodova amplitude ljuljanja od 35° smanjile na 1°.
Žiroskop se primjenjuje kod zrakoplova za stvaranje takozvanog umjetnog obzora ili horizonta, koji omogućuje let u magli i noću, te pokazuje pilotu svaki nagib i skretanje zrakoplova.
Najvažnija primjena žiroskopa je kod žirokompasa koji služi na brodovima i zrakoplovima za navigaciju. Zemlja je također jedan veliki zvrk, pa zvrk s vodoravnom osi koji se vrti na Zemlji nastoji uvijek doći u takav položaj da mu os bude paralelna sa Zemljinom. Prema tome, takav se zvrk uvijek postavlja u smjer sjever-jug. Tehničko izvođenje takvog kompasa je tako provedeno da on s vodoravnom (horizontalnom) osi pliva na živi i čini oko 350 okretaja u sekundi. Od matice se podaci prenose električnim putem na takozvane izvedene kompase koji nemaju zvrk. Zvrk je obično smješten u najdubljem dijelu broda i zove se kompas matica, a dobiva pogon od elektromotora.